# Friedrich Meyer-Abich
Friedrich Karl Andreas Meyer-Abich (* 27. November 1895 in Emden; † 28. April 1972 in Hannover) war ein deutscher Jurist und Verwaltungsbeamter.

## Leben
Friedrich Meyer wurde als Sohn eines Justizoberinspektors und Rechnungsrates geboren. Nach dem Schulbesuch nahm er vom Kriegsausbruch bis Ende 1914 sowie von 1916 bis 1918 als Soldat am Ersten Weltkrieg teil. Während des Krieges wurde er mehrmals verwundet. Bereits 1915 hatte er ein Studium der Rechtswissenschaften begonnen, das er nach dem Kriegsende an den Universitäten in Göttingen und Münster fortsetzte. Er bestand im Juni 1920 die Erste Juristische Staatsprüfung, trat einen Monat später in den oldenburgischen Staatsdienst ein und absolvierte das Referendariat. Im Februar 1921 wurde er an der Göttinger Universität zum Dr. jur. promoviert (Dissertation: Der strafrechtliche Schutz der gesetzgebenden Körperschaften und des politischen Wahl- und Stimmrechts). 1923 legte er die Zweite Juristische Staatsprüfung ab.
Meyer schloss sich 1919 der DDP an und war während der Zeit der Weimarer Republik Mitglied im Stahlhelm. Er war seit 1924 als Rechtsanwalt in Emden tätig und wurde 1925 auch als Notar zugelassen. Da er als Strafverteidiger nach 1930 unter anderem Mitglieder der Roten Hilfe vor Gerichten vertreten hatte, wurde ihm nach der Machtübernahme der Nationalsozialisten die Zulassung entzogen. Von 1936 bis 1945 arbeitete er als selbständiger Kaufmann in der Handelsschifffahrt und erwarb eine Beteiligung an der Kauffahrtei-Seereederei Adolf Wiards & Co. mit Sitz in Hamburg. 1938 erfolgte die Umbenennung des Familiennamens von Meyer in Meyer-Abich.
Nach dem Zweiten Weltkrieg wirkte Meyer-Abich von September 1945 bis Oktober 1952 als Generalstaatsanwalt am Oberlandesgericht Oldenburg. In dieser Funktion betätigte er sich maßgeblich an der Strafverfolgung von NS-Verbrechern, konnte aber seinen Vorschlag auf Aufhebung der Verjährungsfristen nur in seinem Gerichtsbezirk durch einen Erlass verwirklichen. Von 1947 bis Ende 1949 ruhte seine Tätigkeit als Generalstaatsanwalt, nachdem er bereits im Dezember 1946 von der britischen Militärregierung zum Generalinspekteur des Zentraljustizamtes für die Spruchgerichte in der Britischen Zone ernannt worden war. Vom 20. Oktober 1952 bis zu seinem Eintritt in den Ruhestand am 30. November 1960 amtierte er als Staatssekretär im Niedersächsischen Justizministerium.
Friedrich Meyer-Abich war seit 1924 mit Marie-Elisabeth Roschlaub verheiratet. Aus der Ehe gingen ein Sohn und eine Tochter hervor.

## Ehrungen
- 1950: Großes Verdienstkreuz der Bundesrepublik Deutschland
- 1960: Großes Verdienstkreuz mit Stern der Bundesrepublik Deutschland